# Sunwon di Joseon
Sunwon (순원?, 純元?; 8 giugno 1789 – Seul, 21 settembre 1857) è stata una regina consorte coreana. Moglie del re Sunjo, fu reggente per loro nipote Heonjong dal 1834 al 1841, e per il proprio figlio adottivo Cheoljong dal 1849 al 1852.

## Biografia
Sunwon (nome postumo) nacque nel 1789 dal politico Kim Ho-jun del bon-gwan Kim di Andong e sua moglie, Cheongyangbubuin Sim. Nel 1800 il re Jeongjo la scelse come nuora durante la seconda fase delle selezioni della principessa ereditaria e, nonostante il posticipo della terza fase a causa della morte inaspettata di Jeongjo, fu incoronata regina consorte del re Sunjo nell'ottobre 1802. Sette anni dopo partorì un figlio maschio, che nel 1812 venne elevato alla posizione di principe ereditario con nome Hyomyeong: egli tuttavia morì nel 1830, senza mai salire al trono. Il figlio di Hyomyeong, Heonjong, divenne re nel 1834 alla morte di Sunjo. La perdita ravvicinata sia del marito che del figlio colpì molto Sunwon, la quale, iniziando a soffrire di ipocondria, si dedicò alla corrispondenza epistolare con la sua famiglia e alla lettura di romanzi per contrastare la sofferenza. Intanto fece da reggente a Heonjong per circa sei anni, fino al dicembre 1840. Simpatizzante cattolica già dai tempi di Sunjo, Sunwon adottò una politica moderata nei confronti della nuova religione, tuttavia, sotto le pressioni del bon-gwan Jo di Pungyang, che insisteva per un trattamento più severo, ordinò una persecuzione dei fedeli nel 1839: la decisione fu accolta con sorpresa dalla corte, giacché era noto che il re, al contrario, non aveva alcuna intenzione di accogliere la richiesta del terzo consigliere di Stato Yi Ji-yeon di perseguitare i cattolici. In due anni si contarono circa duecento martiri, e una seconda persecuzione venne portata a termine nel 1846.
Nel 1848, il palazzo organizzò tre sontuosi banchetti per festeggiare il suo sessantesimo compleanno. Nel giugno 1849 Heonjong morì dopo quindici anni di regno senza lasciare figli, e la scelta del suo successore ricadde su Sunwon. Siccome i Kim di Andong avevano perso potere nell'ultimo lustro, la regina cercò un uomo che non ne avrebbe impedito la rinascita: la sua decisione ricadde pertanto su un pro-pronipote diciottenne, passato alla storia come Cheoljong, che faceva vita contadina sull'isola di Ganghwa, dove la sua famiglia era stata esiliata nel 1779, e gli diede in moglie una ragazza Kim, la futura regina Cheorin. Grazie a questo, i Kim di Andong acquisirono un notevole potere politico. Cheoljong era completamente impreparato al suo ruolo e, mentre conduceva una vita di piaceri a palazzo, Sunwon lo aiutò a governare, facendogli da reggente per due anni, fino al 1851: il 28 dicembre trasferì l'autorità di governo a Kim Meon-geon, suocero del re, per ritirarsi dalla politica, ma fino al giugno 1857 continuò a intervenire discretamente per proteggere il cattolicesimo.
Morì nel 1857 al Changdeokgung e fu sepolta nella tomba reale Illeung di Seul accanto al marito.

## Ascendenza
|                      |   |   | Genitori |  |  | Nonni |  |  | Bisnonni      |  |  | Trisnonni    |  |
|                      |   |   |          |  |  |       |  |  | Kim Dal-haeng |  |  | Kim Je-gyeom |  |
|                      |   |   |          |  |  |       |  |  | Kim Dal-haeng |  |  | Kim Je-gyeom |  |
|                      |   | … |          |  |  |       |  |  | Kim Dal-haeng |  |  |              |  |
| Kim Yi-jong          |   |   |          |  |  |       |  |  | Kim Dal-haeng |  |  |              |  |
|                      |   | … | …        |  |  |       |  |  |               |  |  |              |  |
|                      |   | … | …        |  |  |       |  |  |               |  |  |              |  |
|                      |   | … | …        |  |  |       |  |  |               |  |  |              |  |
| Kim Jo-sun           |   | … |          |  |  |       |  |  |               |  |  |              |  |
|                      |   | … | …        |  |  |       |  |  |               |  |  |              |  |
|                      |   | … | …        |  |  |       |  |  |               |  |  |              |  |
|                      |   | … | …        |  |  |       |  |  |               |  |  |              |  |
| Signora Sin          |   | … |          |  |  |       |  |  |               |  |  |              |  |
|                      |   | … | …        |  |  |       |  |  |               |  |  |              |  |
|                      |   | … | …        |  |  |       |  |  |               |  |  |              |  |
|                      |   | … | …        |  |  |       |  |  |               |  |  |              |  |
| Sunwon di Joseon     |   | … |          |  |  |       |  |  |               |  |  |              |  |
|                      | … | … |          |  |  |       |  |  |               |  |  |              |  |
|                      | … | … |          |  |  |       |  |  |               |  |  |              |  |
|                      | … | … |          |  |  |       |  |  |               |  |  |              |  |
| Sim Geon-ji          | … |   |          |  |  |       |  |  |               |  |  |              |  |
|                      |   | … | …        |  |  |       |  |  |               |  |  |              |  |
|                      |   | … | …        |  |  |       |  |  |               |  |  |              |  |
|                      |   | … | …        |  |  |       |  |  |               |  |  |              |  |
| Cheongyangbubuin Sim |   | … |          |  |  |       |  |  |               |  |  |              |  |
|                      |   | … | …        |  |  |       |  |  |               |  |  |              |  |
|                      |   | … | …        |  |  |       |  |  |               |  |  |              |  |
|                      |   | … | …        |  |  |       |  |  |               |  |  |              |  |
| Signora Yi           |   | … |          |  |  |       |  |  |               |  |  |              |  |
|                      |   | … | …        |  |  |       |  |  |               |  |  |              |  |
|                      |   | … | …        |  |  |       |  |  |               |  |  |              |  |
|                      |   | … | …        |  |  |       |  |  |               |  |  |              |  |
|                      |   | … |          |  |  |       |  |  |               |  |  |              |  |

## Discendenza
Oltre al principe Hyomyeong, Sunwon ebbe tre figlie femmine.
- Principe ereditario Hyomyeong (1809-1830)
- Principessa Myeongon (1810-1832)
- Principessa Bokon (1818-1832)
- Principessa Deokon (1822-1844)
- Cheoljong di Joseon (1831-1864) – figlio adottivo